# Sonate pour piano no 3 de Brahms
La Sonate pour piano no 3 en fa mineur op. 5 de Johannes Brahms fut écrite en 1853 à Düsseldorf et termine son cycle de trois sonates, tout en étant la plus achevée de ces dernières. Elle fut présentée à Robert Schumann en novembre de la même année, la qualifiant de « symphonie déguisée » (c'est la seule œuvre qu'il soumit à ce dernier pour commentaires). Elle fait partie des œuvres de jeunesse du compositeur, le musicien ayant à peine 20 ans lors de sa composition.

## Structure
Elle comprend cinq mouvements, avec deux andantes, et dure près de quarante minute, ce qui est plus long que la plupart des sonates. Le second mouvement a été composé près d'un an avant et quelques vers bucoliques de Sternau issus du poème Junge Liebe (Amour de jeunesse) lui servent d'exergue : 

« Der Abend dämmert, das Mondlicht scheint / Da sind zwei Herzen in Liebe vereint / Und halten sich selig umfangen. »

« Le soir tombe, la Lune brille / Ici, deux cœurs amoureux sont unis / et s'enlacent, bienheureux. »

- Allegro maestoso
- Andante. Andante espressivo - Andante molto
- Scherzo. Allegro energico avec trio
- Intermezzo (Rückblick / Regard en arrière) Andante molto
- Finale. Allegro moderato ma rubato